# 奥山章
奥山 章（おくやま あきら、1926年（大正15年） - 1972年（昭和47年）7月2日）は、日本の登山家。山岳映像作家。

## 経歴
現在の東京都文京区小石川の生まれ。小学校卒業後、給仕として東京海上火災保険（現・東京海上日動火災保険）に勤め、夜間の工業高校を卒業する。第二次大戦中に、海外の山岳書を読み耽り、丹沢山・谷川岳に通う。そこで、安川茂雄（早稲田大学予科在学中）に出会う。終戦後、山岳雑誌『岳人』に、先鋭的なアルピニズム論を展開する投稿を重ね、戦後の山岳界の進むべき方向性を主導するオピニオン・リーダーとなる。
- 1958年（昭和33年） - 第2次RCCを創設し、戦前に活躍したロック・クライミング・クラブ同人の求めたロック・クライミングを追求する姿勢の継承を標榜する。第2次RCC同人には、芳野満彦や吉尾弘などの、社会人山岳会で活躍するトップ・クライマーが集まった。登山から第一線を退いた後は、山岳映像作品の製作を行っていた。
- 1965年（昭和40年） - 松濤明に触発されて登山家になった芳田美枝子と結婚[1]、彼女も映像作品の製作に協力した。
- 1972年（昭和47年） - 第2次RCC隊による、当時未踏であったエベレスト南西壁エキスペデイションの隊長としての参加が決まる。しかし、上顎部を癌に冒され闘病生活をおくる。
  - 7月2日 - 自宅にてガス自殺。床一面には山の写真が敷きつめられていて、遺書にはエベレストを頼みますとの言葉があった。
結局、エキスペディションは翌73年に実現。南西壁及びサウスコルの2隊に分かれて頂上を目指したが、モンスーンに阻まれて南西壁ルートは断念し、サウスコル隊が登頂に成功。南西壁ルートは1975年のイギリス隊のダグ・スコットらが初めて登頂に成功（1975 British Mount Everest Southwest Face expedition）したが、21世紀の現在でもなお屈指の難ルートである。

## 著書
- 『ザイルを結ぶとき』（山と溪谷社, 1973年）ISBN 4-635-04711-3

## 関連書籍
- 芳野満彦著 『山靴の音』（朋文堂, 1959年） ISBN 4-12-204016-7
- 吉尾弘著 『垂直に挑む男』（山と溪谷社, 1963年）ISBN 978-4122007178
- 藤木高嶺著 『ああ南壁：第二次RCCエベレスト登攀記』（朝日新聞社,1974年）ISBN 412-202878-7
- 佐瀬稔著 『喪われた岩壁：第2次RCCの青春群像』（山と溪谷社, 1982年） ISBN 9784635041355
- 吉尾弘著、日本勤労者山岳連盟編集 『垂直の星：吉尾弘遺稿集』（本の泉社, 2001年）ISBN 9784880233475
- 「異端の登攀者」刊行委員会 『異端の登攀者：第二次RCCの軌跡』（山と溪谷社, 2002年）　ISBN 9784635171618
- 平塚晶人著 『二人のアキラ、美枝子の山』（文藝春秋, 2004年）ISBN 9784163660301